# I Do It
Az I Do It a Stereopony japán együttes harmadik kislemeze, amely 2009. április 22-én jelent meg a gr8! Records kiadó gondozásában. A lemez címadó dalát Yui komponálta miután meglátogatta az együttest egyik stúdiófelvételük alkalmával. Az énekesnő saját változata a Holidays in the Sun című albumára került fel. A korong az Oricon heti eladási listájának a 13. helyéig jutott.

## Számlista
Normál kiadás (SRCL-7030)
1. I Do It
2. Signal ga Ao ni Kavaru Toki (シグナルが青に変わるとき?, ’Ha a jel kékre vált’)
3. Namida no Mukó (Aimi Acoustic Version) (泪のムコウ?, ’Könnyeken keresztül’)
4. I Do It (Instrumental)

Limitált kiadás DVD (SRCL-7029)
1. I Do It videóklip
2. Így készült: az I Do It videóklipje